# 'Til the Band Comes In
'Til the Band Comes In es un álbum de Scott Walker, publicado en 1970. Como un compromiso hecho con su compañía discográfica Philips Records, las 10 primeras canciones fueron creadas por el músico, las demás son simplemente versionadas.

## Lista de temas
Todas las canciones escritas y compuestas por Scott Walker y Ady Semel, excepto donde se indique.
| Lado uno |                                         |              |          |  |
| N.º      | Título                                  | Escritor(es) | Duración |  |
| 1.       | «Prologue»                              |              | 1:23     |  |
| 2.       | «Little Things (That Keep Us Together)» |              | 2:18     |  |
| 3.       | «Joe»                                   |              | 3:42     |  |
| 4.       | «Thanks for Chicago Mr. James»          |              | 2:18     |  |
| 5.       | «Long About Now»                        |              | 2:06     |  |
| 6.       | «Time Operator»                         |              | 3:37     |  |
| 7.       | «Jean the Machine»                      |              | 2:10     |  |
| 8.       | «Cowbells Shakin'»                      |              | 1:06     |  |

| Lado dos |                                            |                                               |          |  |
| N.º      | Título                                     | Escritor(es)                                  | Duración |  |
| 9.       | «'Til the Band Comes In»                   |                                               | 3:50     |  |
| 10.      | «The War Is Over (Sleepers)»               |                                               | 3:36     |  |
| 11.      | «Stormy»                                   | Buddy Buie, James Cobb                        | 3:09     |  |
| 12.      | «The Hills of Yesterday»                   | Henry Mancini, Paul Francis Webster           | 2:45     |  |
| 13.      | «Reuben James»                             | Barry Etris, Alex Harvey                      | 3:03     |  |
| 14.      | «What Are You Doing the Rest of Your Life» | Michel Legrand, Alan Bergman, Marilyn Bergman | 3:36     |  |
| 15.      | «It's Over»                                | Jimmie F. Rodgers                             | 2:26     |  |

## Trivia
El álbum es mencionado en la canción de Pulp "Bad Cover Version": la segunda parte del álbum se muestra como una gran decepción y algo "desastroso". La canción apareció en el álbum We Love Life, casualmente, producido por Scott Walker.

## Personal
- Alan Clayson – notas
- Ady Semel – notas
- Scott Walker – voz, intérprete principal
- Esther Ofarim – voz en "Long About Now"
- Peter Knight – director

## Historial de lanzamientos
| País           | Fecha                   | Discográfica  | Formato | Catálogo |
| -------------- | ----------------------- | ------------- | ------- | -------- |
| Reino Unido    | diciembre de 1970       | Philips       | LP      | SBL 7913 |
| Reino Unido    | 12 de agosto de 1996    | BGO Records   | CD      | 6308 035 |
| Estados Unidos | 2 de septiembre de 2008 | Water Records | CD      | water226 |